# Paleontologia de dinosaures

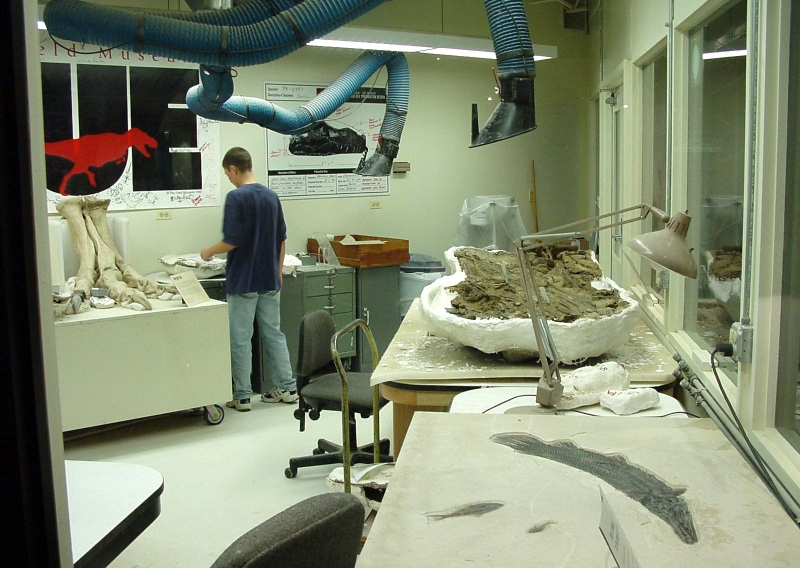
Museu de Camp d'Història Natural; Chicago, Illinois, Estats Units.

La dinosaurologia o paleontologia de dinosaures és una disciplina derivada de la paleontologia, fruit de l'immens interès que generen els animals mesozoics coneguts com a dinosaures. Gràcies a aquesta investigació es pot respondre a diversos interrogants, entre els quals destaquen dos: la relació filogenètica entre els dinosaures i els tàxons actuals, i les raons de la seua extinció. El primer ens permet reconstruir l'arbre filogenètic i el segon predir els efectes que ocorrerien de repetir-se la catàstrofe que va acabar amb tals animals. El seu nom prové de la mateixa paraula dinosaurus (rèptil enorme) i logotips (ciència).

## Història
La primera pista que els dinosaures van existir fou una dent. En 1824, William Buckland, professor de geologia, estudià una gran dent trobat en una pedrera de pissarra d'Oxfordshire. Buckland posà el nom de Megalosaurus al dinosaure propietari d'aquella dent gegantesca. El Megalosaurus va ser el primer dinosaure que va tenir nom propi. Quan es van trobar els altres dents, seguien perfectament ancorats en la mandíbula de l'animal.

### Troballa de l'Iguanodon
Gideon Mantell, metge en Lewes, Sussex (Anglaterra), era aficionat a la paleontologia. El doctor Mantell i la seua esposa Mary Ann passaven les vacances en les valls del sud, a la recerca de fòssils. Tanta era la seua afició, que fins i tot va convertir part de la seua llar en museu per a exhibir les seues troballes. Un dia, el mèdic i la seua esposa eixiren a fer les visites de costum. Mentre el metge atenia als seus pacients, la seua dona examinava les pedres que s'utilitzaven per a reparar el paviment de la carretera. Llavors, trobà en una roca una enorme dent fòssil. Quan Mary Ann mostrà al seu marit la troballa, ell quedà entusiasmat. Mantell va trobar la pedrera d'on procedien les roques i va trobar més dents i alguns ossos.
Manà les seues troballes al Baró Cuvier, un paleontòleg de fama internacional, i li demanà que els identificara. No obstant això, en primera estada el científic es va mostrar incapaç de classificar a l'animal.

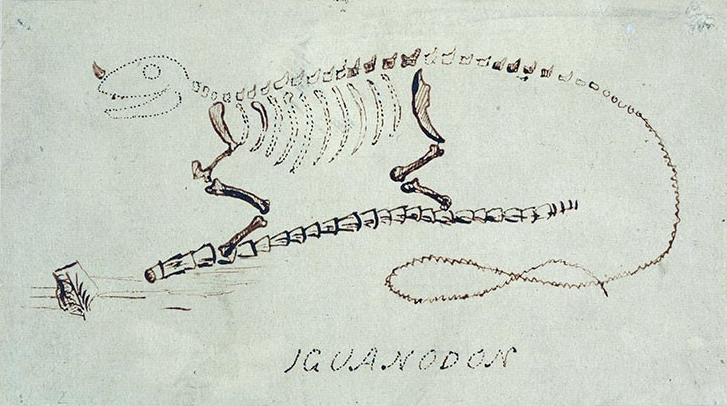
Dibuix original de la primera reconstrucció del Iguanodon, realitzada per Mantell.

La solució a l'enigma va arribar quan el metge va veure a un rèptil actual, una iguana, conservat en formol. Encara que clarament de major grandària, les dents que la seua esposa havia trobat eren molt semblants als d'una iguana. Mantell va comprendre que hagueren de pertànyer a un rèptil gegantesc. Anomenà a aquesta extinta criatura Iguanodon, que significa "dents d'iguana". Si bé la seua primera reconstrucció de 1834 no concorda massa amb la idea actual de la forma d'aquest dinosaure, Mantell fou un destacat pioner en el descobriment dels dinosaures.
En 1841 Sir Richard Owen va donar la seua famosa conferència, en la qual presentà els dinosaures com un tipus d'animal desconegut fins al moment. Es va referir al Iguanodon i a altres dinosaures. Les seues idees diferien de les de Mantell. L'Iguanodon d'Owen tenia algunes parts preses d'un cocodril, i altres més semblants a les d'un elefant o un hipopòtam. Però la pua del dit seguia encara en l'extrem del musell. Owen va tenir l'oportunitat de plasmar les seues idees en figures de grandària real. En 1854, l'escultor Benjamin Waterhouse Hawkins va iniciar la realització de models de dinosaures amb destinació al Parc del Palau de Cristall, al sud de Londres, i Owen dirigí els treballs. Aquests encara estan exposats, encara que l'Iguanodon se sembla més a un escamós rinoceront que a un dinosaure.